# Kuhfelde
Kuhfelde est une commune allemande située dans l'arrondissement d'Altmark-Salzwedel et l'état (land) de Saxe-Anhalt. La commune appartient à la communauté d'administration de Beetzendorf-Diesdorf.

## Géographie

### Quartiers

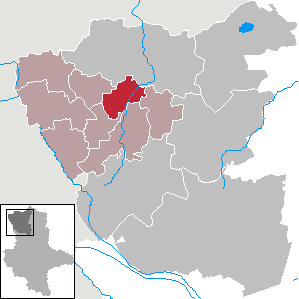
Situation de Kuhfelde dans l'arrondissement d'Altmark-Salzwedel

- Hohenlangenbeck
- Leetze
- Püggen
- Schieben
- Siedenlangenbeck
- Valfitz
- Vitzke
- Wöpel
- Wötz